# Arabicnemis
Arabicnemis is een geslacht van libellen (Odonata) uit de familie van de Breedscheenjuffers (Platycnemididae).

## Soorten
Arabicnemis omvat 1 soort:
- Arabicnemis caerulea Waterston, 1984